# Гернандт, Тиго
Тиго Гернандт (нидерл. Tygo Gernandt; род. 7 апреля 1974, Амстердам, Нидерланды) — нидерландский актёр.

## Биография
Тиго Гернандт родился 7 апреля 1974 года в Амстердаме.
Дебютировал в 1991 году на телевидении, появившись в семи эпизодах мыльной оперы «Хорошие времена, плохие времена». Спустя несколько лет, в 1996, он снялся в главной роли в андерграундной драме Ариана Каганова «Ко всем чертям!».
Играл роли второго плана в фильмах Мартина Кулховена «Кафе "Шницель Парадиз"» (2005), «Зима в военное время» (2008), «Преисподняя» (2016), снимался у британского режиссёра Кристофера Смита в приключенческом фильме «Чёрная смерть» (2010), сыграл Йозефа Ван Гента в байопике «Адмирал» режиссёра Роэля Рейна.
В Нидерландах Тиго Гернандт известен как актёр озвучивания: он подарил свой голос одному из двух главных героев в компьютерном анимационном фильме «Elephants Dream» (2006), а также дублировал мультфильмы, такие как «Смурфики» и «Монстры на каникулах 3».
C 2018 по 2020 год снимался в сериале от Netflix «Последнее королевство», экранизации серии книг Бернарда Корнуэлла «Саксонские хроники». Актёр исполнил роль воина-датчанина по имени Джекдоу.

## Фильмография
| Год       |    | Русское название                | Оригинальное название        | Роль               |
| --------- | -- | ------------------------------- | ---------------------------- | ------------------ |
| 1991      | с  | Хорошие времена, плохие времена | Goede tijden, slechte tijden | Карл               |
| 1993      | ф  | Энжи                            | Angie                        | Фредди             |
| 1996      | ф  | Ко всем чертям!                 | Naar de klote!               | Мартин             |
| 1999      | ф  | Иисус — палестинец              | Jezus is een Palestijn       | Стивен             |
| 2003      | ф  | Забытый богом                   | Van God Los                  | Майкел Верхаен     |
| 2004      | ф  | Священник                       | De dominee                   | телохранитель      |
| 2005      | ф  | Кафе «Шницель Парадиз»          | Het schnitzelparadijs        | Горан              |
| 2006      | мф | Мечта слонов                    | Elephants Dream              | Пруг (озвучивание) |
| 2006      | ф  | Плата                           | Paid                         | Бенни              |
| 2008      | ф  | Зима в военное время            | Oorlogswinter                | Бертус Ван Гелдер  |
| 2010      | ф  | Чёрная смерть                   | Black Death                  | Иво                |
| 2011      | с  | Маастрихтские копы              | Flikken Maastricht           | Вутер Ван Рейн     |
| 2012      | ф  | Зюскинд                         | Süskind                      | Пит Меербург       |
| 2014      | ф  | Предательство                   | Bloedlink                    | Виктор             |
| 2015      | ф  | Адмирал                         | Michiel de Ruyter            | Йозеф Ван Гент     |
| 2016      | ф  | Преисподняя                     | Brimstone                    | преступник         |
| 2017      | ф  | Рубильник                       | Kill Switch                  | Майкл дэ Рейтер    |
| 2018—2020 | с  | Последнее королевство           | The Last Kingdom             | Джекдоу            |